# Типизированное лямбда-исчисление
Типизированное лямбда-исчисление — это версия лямбда-исчисления, в которой лямбда-термам приписываются специальные синтаксические метки, называемые типами. Допустимы различные наборы правил конструирования и приписывания таких меток, они порождают различные системы типизации.
Типовые {\displaystyle \lambda }-исчисления являются фундаментальными примитивными языками программирования, которые обеспечивают основу типовым языкам функционального программирования — аппликативным языкам, — среди которых ML и Haskell, а также типовым императивным языкам программирования.
{\displaystyle \lambda }-исчисление с типами является языком декартово-замкнутой категории, что устанавливает прямую связь с такой моделью вычислений, как категориальная абстрактная машина. С одной точки зрения типовые {\displaystyle \lambda }-исчисления могут рассматриваться как специализации бестиповых {\displaystyle \lambda }-исчислений, а с другой — наоборот, типовые языки могут считаться более фундаментальными, из которых бестиповые получаются как частные случаи. Анализ этого явления дает теория вычислений Д. Скотта.
{\displaystyle \lambda }-исчисление с типами служит основой для разработки новых систем типизации для языков программирования, поскольку именно средствами типов и зависимостей между ними выражаются желаемые свойства программ.
В программировании самостоятельные вычислительные блоки (функции, процедуры, методы) языков программирования с сильной типизацией соответствуют типовым {\displaystyle \lambda }-выражениям.